# Красный Посёлок (Владимирская область)
Красный Посёлок — деревня в Гусь-Хрустальном районе Владимирской области России, входит в состав Уляхинского сельского поселения.

## География
Деревня расположена на берегу реки Нинор в 7 км на север от центра поселения деревни Уляхино и в 33 км на юг от Гусь-Хрустального.

## История
После Великой Отечественной войны деревня входила в состав Уляхинского сельсовета Курловского района, с 1963 года — в составе Гусь-Хрустального района, с 2005 года — в составе Уляхинского сельского поселения.

## Население
| 2002 | 2010 | 2021 |
| ---- | ---- | ---- |
| 220  | ↘193 | ↘157 |